# Maffei 1
Maffei 1 — эллиптическая галактика в созвездии Кассиопея. Это ближайшая к Млечному Пути гигантская эллиптическая галактика. Ранее считалось, что галактика является членом Местной группы, однако на текущий момент известно, что она принадлежат группе IC 342/Maffei. Галактика названа в честь Паоло Маффеи, который обнаружил её, а также соседнюю галактику Maffei 2 в 1968 году. Maffei 1 возможно имеет два спутника (MB1 и MB2).
Maffei 1 находится за центральной плоскостью Млечного Пути и поэтому её наблюдения затруднены из-за звёзд и пыли. Ранее галактика считалась эмиссионной туманностью либо областью H II. Если бы она не была закрыта плоскостью Млечного Пути, то была бы одной из самых ярких и самых известных галактик в небе. Вопреки распространённому мнению, её можно наблюдать через 30-40 см телескоп при отсутствии городской засветки.

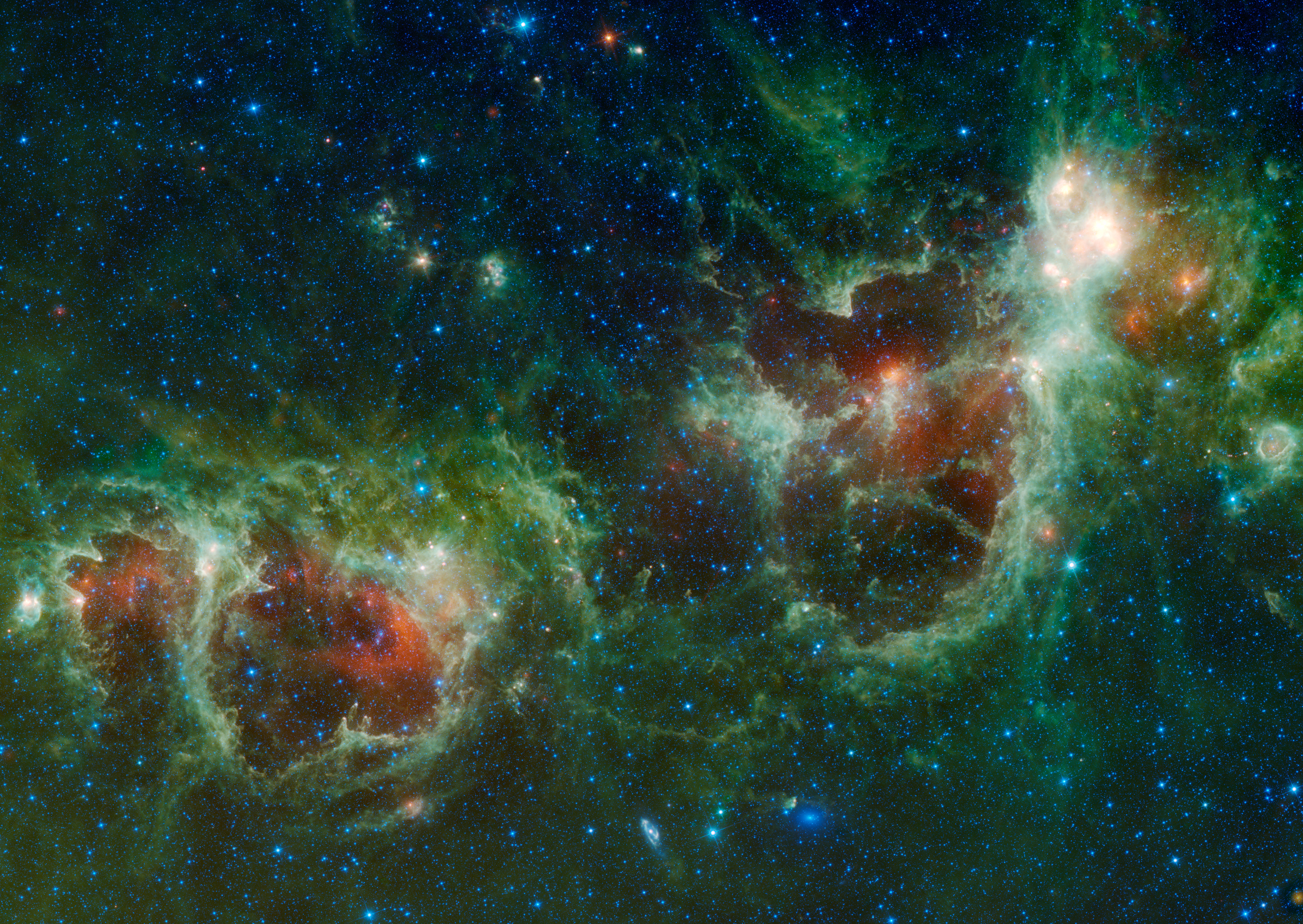
Maffei 1 — голубоватый эллиптический объект в нижней части фотографии.

Галактика Maffei 1 видна на этой фотографии